# Антирелигија
Антирелигија или антирелигиозност је израз којим се описује опозиција односно супротстављање религији. Антирелигиозно настројени људи сматрају да је религија као друштвени феномен по својој природи штетна с обзиром да онемогућава рационално размишљање, кочи научни напредак, те изазива поделе и сукобе међу људима.
Антирелигиозност ваља разликовати од атеизма, с обзиром да неверовање у Бога или божанства не мора да значи супротстављање религији као таквој, с обзиром да има атеиста који сматрају како религија - без обзира на то што је у својој основи погрешна - може имати друштвено корисну функцију (морал). Антирелигиозност такође ваља разликовати од антитеизма који се супротставља сваком теистичком веровању уместо религији.

## Државна атеирелигија
Совјетски Савез је, од свог оснивања, усвојио политичку идеологију марксизма-лењинизма и даље политику државног атеизма. Организовао је различите антирелигијске акације усмерене на различите вере, у зависности од тога какву претњу представљају совјетској идеологији и држави и њихове спремности да се потчине политичкој власти. Током 1930-их, током стаљинистичког периода, власт је уништавала црквене зграде или их стављала у секуларну употребу (као музеје религије и атеизма, клубове или складишта), убијала свештенство, забранила објављивање већине верских материјала и прогонила непослушне припаднике верских заједница, претежно православне вернике. Мање насилни покушаји да се смањи или елиминише утицај религије у друштву такође су вршени у другим временима у совјетској историји. На пример, обично је било потребно бити атеиста да би се стекао било какав важан политички положај или било који престижни научни посао; тако су многи људи постали или се декларисали као атеисти да би напредовали у каријери. Неки процењују да је у Совјетском Савезу убијено 12-15 милиона хришћана. Совјетска влада је прогонила до 500.000 руских православних хришћана, не укључујући друге верске групе. Најмање 106.300 руских свештеника је погубљено између 1937. и 1941. године. Молдавска Совјетска Социјалистичка Република циљала је бројно свештенство за хапшење и испитивање као непријатеље државе, а многе цркве, џамије и синагоге су претворене у секуларну употребу.
Народна Република Албанија је имала циљ да потпуно елиминише све вере у Албанији са циљем стварања атеистичке нације и државе, што је прогласила да је постигла 1967. Албанија је 1976. године применила уставну забрану верских активности и активно промовисала атеизам. Влада је национализовала већину имовине верских институција и користила је у нерелигијске сврхе, као што су културни центри за младе. Верска књижевност је била забрањена. Многим свештенством и вернициме је суђено, мучено и погубљено. Сво православно и римокатоличко свештенство је протерано 1946.
Власти у Народној Републици Румунији су имале за циљ да крену ка атеистичком друштву, у коме би се религија сматрала идеологијом буржоазије; режим је такође кренуо да пропагира међу радним масама у науци, политици и култури како би им помогао у борби против сујеверја и мистицизма, и покренуо је антирелигијску кампању са циљем да се смањи утицај религије у друштву.После комунистичког преузимања власти 1948. године, део свештенства је затворен под оптужбом за наводне политичке злочине.
Социјалистичка република Црна Гора спровела је сличне мере са циљем спровођења атеизације ове републике СФРЈ. Од укупно 200 свештеника у Црној Гори, током и после Другог свјетског рата, убијено је њих 182.
Црвени Кмери су покушали да елиминишу културну баштину Камбоџе, укључујући њене религије, посебно Тхеравада будизам. Током четири године владавине Црвених Кмера, страдало је најмање 1,5 милиона Камбоџанаца. Од шездесет хиљада будистичких монаха који су раније постојали, само три хиљаде је преживело геноцид у Камбоџи.

## Познате антирелигијске личности
Неки од најпознатијих антирелигиозних особа су: Карл Маркс, Бертранд Расел, Владимир Лењин, Никита Хрушчов,Енвер Хоџа, Јосиф Стаљин, генетичар Ричард Докинс, књиђевник Филип Рот, комичарка Рози О'Донел, музичар Елтон Џон...